# Lysania pygmaea
Lysania pygmaea là một loài nhện trong họ Lycosidae.
Loài này thuộc chi Lysania. Lysania pygmaea được Tord Tamerlan Teodor Thorell miêu tả năm 1890.